# Huerta de Arriba
Huerta de Arriba – gmina w Hiszpanii, w prowincji Burgos, w Kastylii i León, o powierzchni 33,18 km². W 2011 roku gmina liczyła 135 mieszkańców.